# Gu Hongzhong

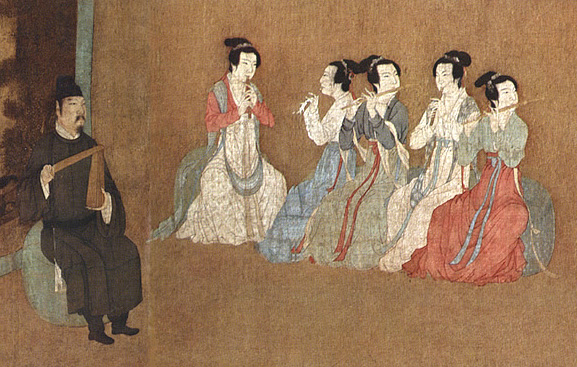
Detall de “Festeigs nocturns de Han Xizai”. Autor:Gu Hongzhong (còpia del s.XII)). L'home de l'esquerra és Li Chia-ming, músic de la cort tocant un “paiban”
(espècie de batall) i les dones toquen tres “guan”(oboè) i dues “dizi” (flauta travessera). Museu del Palau de Pequín

Gu Hongzhong (xinès: 顾闳中; pinyin: Gù Hóngzhōng). Fou un pintor que va viure durant el denominat període de les Cinc Dinasties i els Deu Regnes. Va néixer el 937 i va morir el 975. De la seva biografia es coneixen pocs detalls.
Va destacar com a pintor figuratiu i es considera que, amb molta probabilitat va ser un artista de la cort. “Festeigs nocturns de Han Xizai” és una de les obres cimeres de l'art xinès. Degut a la desconfiança del monarca vers el seu primer ministre Han Xizai, va enviar a Gu a observar les activitats d'aquest alt càrrec. L'obra està dividida en cinc seccions. L'obra original no es conserva però existeix una còpia realitzada sota la dinastia Song que es troba al Museu del Palau de Pequín.